# Strange Are the Ways of Love (Randy-Sparks-Lied)
Strange are the Ways of Love (in etwa Seltsam sind die Wege der Liebe) ist ein Lied aus dem Soundtrack des Films Land ohne Gesetz (The Young Land) aus dem Jahr 1959. Komponiert wurde der Song von Dimitri Tiomkin, getextet von Ned Washington. Gesungen wird das Lied im Film von Randy Sparks, der es 1958 auch auf Platte aufgenommen hatte. In den Hauptrollen in Ted Tetzlaffs Western sind Patrick Wayne, Yvonne Craig und Dennis Hopper besetzt.
Auf der B-Seite der Platte singt Sparks den Song King Cotton.

## Oscarverleihung, Liedtext
1960 war Strange Are the Ways of Love in der Kategorie „Bester Song“ für einen Oscar nominiert. Die Auszeichnung ging jedoch an Sammy Cahn und Jimmy Van Heusen für ihr Lied High Hopes aus der Filmkomödie Eine Nummer zu groß. 
Das Lied erzählt davon, wie überwältigend die Regenbogenfarben des Herbsthimmels sind, die nur ein Liebespaar sehe, denn die Wege der Liebe seien seltsam. Es sei großartig, nicht mehr einsam zu sein, denn die Hand des Schicksal sei schon lange überfällig gewesen, auch wenn man sich selbst verboten habe, davon zu träumen, mit dem anderen zusammen zu sein. Man wisse darum, wie zart junge Liebe sein könne, doch seltsam seien die Wege der Liebe.

## Coverversionen
Gogi Grant sang das Lied noch im selben Jahr für RCA Victor ein, es spielte das Orchester Buddy Bregman, die Bill Thompson Singers unterstützten den Gesang.
Keith Ferreira sang das Lied ebenfalls, und zwar auf dem Album The Alamo – Dimitri Tiomkin, The Essential Film Music Collection; unterstützt wurde er vom Philharmonic Orchestra. Ein weiterer Sänger, der das Lied aufnahm, war Russ Hamilton.